# Pseudoderopeltis inermis
Pseudoderopeltis inermis es una especie de cucaracha del género Pseudoderopeltis, familia Blattidae.

## Distribución
Esta especie se encuentra en Zambia y Sudáfrica.